# Daniela Silivaș
Daniela Silivaș (Deva, 9 mei 1972) is een voormalig turnster uit Roemenië. Ze vertegenwoordigde haar vaderland op de Olympische Zomerspelen 1988 in Seoul.
Silivaș was de eerste turnster die het naar haar vernoemde 'Silivaș mount'-element op de balk uitvoerde, een opsprong tot handstand op de schouders gevolgd door een draai om de lengteas. Ook heeft ze haar eigen element op de vloer, een arabier-flikflak gevolgd door een dubbele schroefsalto.
De Roemeense Revolutie in 1989 zorgde voor minder trainingsmogelijkheden en een operatie aan haar knie in 1990 zorgde ervoor dat Silivaș moest stoppen met haar topsportcarrière. In 1991 emigreerde ze naar de Verenigde Staten waar ze trainer werd. In 2002 werd bekend dat tijdens haar turncarrière haar geboortejaar was vervalst van 1972 naar 1970, hierdoor kon ze als 13-jarige junior meedoen aan het wereldkampioenschap voor senioren van 1985. Ditzelfde jaar kreeg Silivaș een plaats in de 'International Gymnastics Hall of Fame'. Tegenwoordig is ze getrouwd en heeft twee zonen en één dochter.

## Resultaten

### Olympische Zomerspelen
| Jaar | Plaats | Resultaten                                                                   |
| ---- | ------ | ---------------------------------------------------------------------------- |
| 1988 | Seoul  | Team meerkamp · Individuele meerkamp · Sprong · Brug ongelijk · Balk · Vloer |

### Wereldkampioenschappen
| Jaar | Plaats    | Resultaten                                                   |
| ---- | --------- | ------------------------------------------------------------ |
| 1985 | Montreal  | Team meerkamp · 7e Individuele meerkamp · Balk · 4e Vloer    |
| 1987 | Rotterdam | Team meerkamp · Individuele meerkamp · Brug ongelijk · Vloer |

### Europese kampioenschappen
| Jaar | Plaats   | Resultaten                                                        |
| ---- | -------- | ----------------------------------------------------------------- |
| 1985 | Helsinki | 8e Individuele meerkampen · 7e Brug ongelijk · 5e Balk · Vloer    |
| 1987 | Moskou   | Individuele meerkampen · Sprong · brug ongelijk · Balk · Vloer    |
| 1989 | Brussel  | Individuele meerkampen · 4e Sprong · brug ongelijk · Balk · Vloer |

### Top scores
Hoogst behaalde scores op mondiaal niveau (Olympische Spelen of Wereldkampioenschap finales).
| Onderdeel            | Score  | Wedstrijd                   | Locatie   |
| -------------------- | ------ | --------------------------- | --------- |
| Individuele meerkamp | 79.639 | Olympische Zomerspelen 1988 | Seoul     |
| Sprong               | 19.818 | Olympische Zomerspelen 1988 | Seoul     |
| Brug ongelijk        | 20.000 | Olympische Zomerspelen 1988 | Seoul     |
| Balk                 | 19.924 | Olympische Zomerspelen 1988 | Seoul     |
| Vloer                | 20.000 | Wereldkampioenschappen 1987 | Rotterdam |